# Francesco Hayez
 Francesco Hayez  (Venecija, 10. veljače 1791. – Milano, 21. prosinca 1882.), talijanski slikar i litograf.

## Životopis
Francesco Hayez je bio najmađi od petoro sinova relativno siromašne obitelji; njegov otac je bio Francuz, a majka Talijanka. Od djetinjstva pokazuje dar za crtanje, što najviše potiče njegov ujak. Kasnije postaje student umjetnosti i uči od slikara Francisca Magiota s kojim ostaje tijekom tri godine studiranja. Kasnije biva primljen u novu akademiju likovnih umjetnosti u rodnom gradu 1806. godine, gdje studira pod Teodorom Mateinijem. Godine 1809. pobjeđuje na natjecanju i osvaja nagradu kojom financira jednu godinu studiranja na Akademiji Svetog Luke u Rimu. Od 1809. do 1817. radio je u Rimu pod utjecajem A. Canove klasicističke slike uglavnom mitološkog sadržaja. U Rimu ostaje do 1814. god. kada se seli u Napulj gdje slika veliko djelo, Odisej na dvoru Alkinoja. Od 1820. godine je profesor u Milanu na akademiji Brera, gdje je 1850. god. postao i ravnateljem.
Do sredine 19. stoljeća postao je jedan od vodećih slikara romantizma, poznat po svojim povijesnim slikama, političkim alegorijama, kao i finim portretima.
Godine 1882. umire u Milanu i ostavlja iza sebe brojne radove.

## Vanjske poveznice
- Michele Di Monte, Francesco Hayez, Dizionario Biografico degli Italiani, Vol. 61, Rim, Istituto dell'Enciclopedia Italiana, 2004.
- Elena Lissoni, Francesco Hayez  Arhivirana inačica izvorne stranice od 27. rujna 2014. (Wayback Machine), catalogo online Artgate della Fondazione Cariplo, 2010.